# Prunus littlei
Prunus littlei — вид квіткових рослин з родини трояндових (Rosaceae). Ареал охоплює такі країни: Колумбія, Еквадор, Перу.

## Середовище
Вид зустрічається у низинних і високогірних лісових середовищах. Вид, ймовірно, запилюється бджолами, як і у випадку з культурними видами роду. Ймовірно, плоди поширюють плодоїдні хребетні. Більшість субпопуляцій виду зустрічаються в середовищах існування, мало порушених діяльністю людини.